# Cupa României 1935/36
Der Cupa României im Jahr 1936 war das dritte Turnier um den rumänischen Fußballpokal. Sieger wurde Ripensia Timișoara, das sich im Finale gegen Unirea Tricolor Bukarest durchsetzen konnte. Titelverteidiger CFR Bukarest war bei einer Neuauflage des Vorjahresfinals im Sechzehntelfinale gegen Ripensia Timișoara ausgeschieden.

## Modus
Die Klubs der Divizia A stiegen erst in der Runde der letzten 32 Mannschaften ein. Es wurde zunächst jeweils nur eine Partie ausgetragen. Stand diese nach 90 Minuten unentschieden, folgte eine Verlängerung von 30 Minuten. Erst wenn diese ebenfalls unentschieden endete, wurde ein Rückspiel ausgetragen, um eine Entscheidung herbeizuführen. Endete auch das Rückspiel nach Verlängerung unentschieden, wurde so lange das Heimrecht getauscht, bis ein Sieger feststand.

## Sechzehntelfinale
| Datum         |                                | Ergebnis  |                       |
| ------------- | ------------------------------ | --------- | --------------------- |
| 21. März 1936 | Unirea Tricolor Bukarest       | 5:2 (3:0) | Victoria Cluj         |
| 22. März 1936 | ACFR Brașov                    | 0:1 (0:1) | Crișana Oradea        |
|               | DUIG Brăila                    | 1:2 (0:0) | Chinezul Timișoara    |
|               | Juventus Bukarest              | 7:1 (4:0) | Sportul Studențesc    |
|               | CFR Bukarest                   | 2:3 (1:0) | Ripensia Timișoara    |
|               | Maccabi Bukarest               | 2:1 (1:1) | Olimpia CFR Satu Mare |
|               | Dragoș Vodă Cernăuți           | 3:0 (1:0) | AMEF Arad             |
|               | Elpis Constanța                | 2:3 (1:3) | Venus Bukarest        |
|               | Dacia Vasile Alecsandri Galați | 5:0 (3:0) | SS Sighișoara         |
|               | Textila MV Iași                | 1:3 (1:3) | Phoenix Baia Mare     |
|               | Vulturii Textila Lugoj         | 6:2 (3:1) | Sparta Mediaș         |
|               | CAO Oradea                     | 2:0 (2:0) | ILSA Timișoara        |
|               | Șoimii Sibiu                   | 1:6 (1:3) | Gloria Arad           |
|               | Oltul Turnu Măgurele           | 2:4 (0:1) | Franco Româna Brăila  |
|               | Electrica Timișoara            | 0:0 n. V. | Universitatea Cluj    |
| 1. April 1936 | Universitatea Cluj             | 4:2 (3:2) | Electrica Timișoara   |

Minerul Lupeni kam kampflos weiter, da sich Herdan Bukarest inzwischen aufgelöst hatte.

## Achtelfinale
| Datum          |                      | Ergebnis             |                                |
| -------------- | -------------------- | -------------------- | ------------------------------ |
| 5. April 1936  | Gloria Arad          | 6:0 (1:0)            | Dacia Vasile Alecsandri Galați |
|                | Phoenix Baia Mare    | 0:2 (0:1)            | Unirea Tricolor Bukarest       |
|                | Franco Româna Brăila | 3:1 (3:1)            | Chinezul Timișoara             |
|                | Venus Bukarest       | 2:0 (0:0)            | CAO Oradea                     |
|                | Juventus Bukarest    | 3:1 (1:1)            | Maccabi Bukarest               |
|                | Universitatea Cluj   | 4:1 (1:1)            | Dragoș Vodă Cernăuți           |
|                | Minerul Lupeni       | 3:2 (2:2)            | Vulturii Textila Lugoj         |
|                | Ripensia Timișoara   | 2:2 n. V. (2:2, 0:0) | Crișana Oradea                 |
| 12. April 1936 | Crișana Oradea       | 2:2 n. V. (2:2, 0:0) | Ripensia Timișoara             |
| 18. April 1936 | Ripensia Timișoara   | 8:3 n. V. (2:2, 1:1) | Crișana Oradea                 |

## Viertelfinale
| Datum          |                          | Ergebnis  |                      |
| -------------- | ------------------------ | --------- | -------------------- |
| 18. April 1936 | Juventus Bukarest        | 3:1 (1:0) | Venus Bukarest       |
| 19. April 1936 | Gloria Arad              | 0:2 (0:2) | Universitatea Cluj   |
|                | Unirea Tricolor Bukarest | 6:4 (1:1) | Franco Româna Brăila |
| 31. Mai 1936   | Minerul Lupeni           | 2:9 (2:4) | Ripensia Timișoara   |

## Halbfinale
| Datum        |                          | Ergebnis  |                    |
| ------------ | ------------------------ | --------- | ------------------ |
| 7. Juni 1936 | Unirea Tricolor Bukarest | 4:1 (1:1) | Juventus Bukarest  |
|              | Ripensia Timișoara       | 4:2 (1:1) | Universitatea Cluj |

## Finale
| Paarung                  | Ripensia Timișoara – Unirea Tricolor Bukarest |
| Ergebnis                 | 5:1 (1:0) |
| Datum                    | 21. Juni 1936 |
| Stadion                  | Stadionul Venus, Bukarest |
| Zuschauer                | 18.000 |
| Schiedsrichter           | Constantin Iliescu (Bukarest) |
| Tore                     | 1:0 Ștefan Dobay (44.) 1:1 Sony Niculescu (50., Elfmeter) 2:1 Alexandru Schwartz (55.) 3:1 Gheorghe Ciolac (61.) 4:1 Gheorghe Ciolac (85.) 5:1 Alexandru Schwartz (87.)                                           |
| Ripensia Timișoara       | William Zombory, Rudolf Bürger, Balázs Hoksary, Vasile Chiroiu, Rudolf Kotormány, Eugen Lakatos, Silviu Bindea, Zoltán Beke, Gheorghe Ciolac, Alexandru Schwartz, Ștefan Dobay Cheftrainer: Jenő Konrád ( Ungarn) |
| Unirea Tricolor Bukarest | Petre Rădulescu, Petre Sucitulescu, Ilie Iliescu, Nicolae Florea, Petre Steinbach, Ion Boteanu, Traian Ionescu, Dincă Schileru, Sony Niculescu, Ștefan Cârjan, Ion Bogdan Cheftrainer: Petre Steinbach            |